# بیست‌چهارده
بیست چهارده یک برنامه تلویزیونی زنده ویژه پوشش جام جهانی فوتبال ۲۰۱۴ برزیل بود. این برنامه به تهیه‌کنندگی عادل فردوسی‌پور و مجری‌گری عادل فردوسی‌پور، رضا جاودانی و محمدحسین میثاقی روی زنده شبکه ۳ آنتن رفت. این برنامه پربیننده‌ترین برنامه رسانه ملی برای جام جهانی فوتبال ۲۰۱۴ بود. بیست‌چهارده از ۱۹ خرداد ۱۳۹۳ شروع به کار کرد و در ۲۲ تیر ۱۳۹۳ با پایان جام جهانی فوتبال ۲۰۱۴، به کار خود پایان داد.
مهمان اولین قسمت بیست‌ چهارده، دونگا کاپیتان سابق برزیل بود. این برنامه از هنگامه عصر تا حوالی صبح به نمایش درمی‌آمد. البته همه وقت این برنامه مختص پخش مسابقات نبود و بخش‌های دیگری همچون خبرها، تفسیر، حواشی، طنز، قرعه‌کشی مسابقه پیامکی و… نیز در آن گنجانده شده بود. همچنین کارلوس کی‌روش، بعد از اتمام کار تیم ملی فوتبال ایران در جام جهانی فوتبال ۲۰۱۴، در این برنامه حاضر شد.
این برنامه به شکل زنده به موضوعاتی چون خبرهای مرتبط با جام جهانی، کارشناسی فنی مسابقات، معرفی کشورها، حواشی مربوط به بازی‌ها و پخش زنده مسابقات می‌پرداخت.

## تاریخچه

### پیشینه برنامه
بیست چهارده از تولیدات گروه ورزش شبکه ۳ بود که در سال ۱۳۹۳ توسط عادل فردوسی‌پور برای پوشش جام جهانی فوتبال ۲۰۱۴ بنیان‌گذاری شد. اولین قسمت برنامه بیست چهارده در تاریخ ۱۹ خردادماه سال ۱۳۹۳ پخش شد. ۲۲ تیرماه سال ۱۳۹۳ آخرین قسمت پخش این برنامه بود.

### پخش
برنامه بیست چهارده به مدت ۱ ماه هر روز روی آنتن می‌رفت.

### اجرا
مجریان این برنامه عادل فردوسی‌پور، رضا جاودانی و محمدحسین میثاقی بودند.

## درون‌مایه

### روند برنامه
برنامه بیست‌چهارده هر روز به پخش، پوشش، مرور و تحلیل جام جهانی فوتبال ۲۰۱۴ و رویدادهای مرتبط به آن می‌پرداخت. به‌طور معمول، این برنامه بازی‌های جام جهانی فوتبال ۲۰۱۴ را پخش می‌کرد، اخبار آن را پوشش می‌داد و به تحلیل مسائل مربوط به بازی‌ها با حضور کارشناسان و بررسی حواشی جام جهانی ۲۰۱۴ می‌پرداخت.

### بخش‌های برنامه
- پخش بازی‌ها:

در این برنامه بازی‌های جام جهانی ۲۰۱۴ پخش می‌شد.
- بخش کارشناسی:

در هر برنامه یک کارشناس دربارهٔ بازی‌ها اظهار نظر می‌کرد.
- آیتم‌ها:

هر روز در این بخش، آیتم‌هایی از تیم‌ها، بازیکنان و مربیان جام جهانی و مسائل مربوط به آن پخش می‌شد.
- میهمان:

در هر قسمت از برنامه مربیان و بازیکنان که برخی از آنان خارجی بودند به برنامه دعوت می‌شدند و دربارهٔ مسایل مختلف با مجری به گفتگو می‌نشستند.
- اخبار جام جهانی:

خلاصهٔ مهم‌ترین اخبار مربوط به جام جهانی ۲۰۱۴ در این بخش پخش می‌شد. مجری این بخش محمدحسین میثاقی بود.
- مسابقه پیش‌بینی:

هر روز یک نظرسنجی به عنوان پیش‌بینی بازی‌های جام جهانی مطرح می‌شد و در آن از بینندگان خواسته می‌شد تا پاسخ را به شمارهٔ ۲۰۰۰۲۰۱۴ بفرستند. این بخش از برنامه با مشارکت میلیونی بینندگان همراه شد.
- آنالیز فنی :

در این بخش بازی‌های جام جهانی (از بعد فنی یا کیفیت) توسط یک تیم چند نفره آنالیز می‌شد و ماحصل آن با تصاویر مربوط به بازی و صدای عادل فردوسی‌پور پخش می‌گردید.
- مستندهای موضوعی:

در این برنامه به تناسب اتفاقات رخ داده در جام جهانی مستندهایی کوتاه و با متنی ادبی پخش می‌شد. معمولاً این مستندها علاوه بر موضوعات فوتبالی، دربرگیرنده موضوعات سیاسی، اجتماعی و فرهنگی هم می‌شدند.
- پیش‌بازی:

پیش‌بازی مسابقات: در این بخش بررسی شرایط تیم‌های برگزارکنندهٔ بازی در بازی‌های قبل، بررسی آماری همراه با نگاه تاریخی صورت می‌گرفت.